# 1435 Garlena
1435 Garlena è un asteroide della fascia principale del diametro medio di circa 17,61 km. Scoperto nel 1936, presenta un'orbita caratterizzata da un semiasse maggiore pari a 2,6474806 UA e da un'eccentricità di 0,2490414, inclinata di 4,03384° rispetto all'eclittica.
L'asteroide è dedicato a una conoscente dell'astronomo tedesco W. Schaub.